# Route nationale 19 (Argentine)
Pour les articles homonymes, voir Route nationale 19.

Carte de la route nationale 19 d'Argentine

La Route Nationale 19 est une route d'Argentine, qui unit les deux grandes villes de Córdoba et de Santa Fe.
Depuis son intersection avec la route nationale 11 à Santo Tomé en province de Santa Fe, jusqu'à sa liaison avec la route nationale 9 à Córdoba, elle parcourt 337 km totalement asphaltés, et numérotés du km 0 au km 337.